# Всё ещё неизвестная Вселенная
Всё ещё неизвестная Вселенная (англ. Third Thoughts) — научно-популярная книга Стивена Вайнберга, изданная в 2018 году на английском языке в издательстве Harvard University Press, посвящена вопросам космологии. Представляет собой сборник из 25 эссе, написанных Стивеном Вайнбергом в основном в десятилетие предшествующее году издания. На русский язык была переведена и издана в 2020 году.

## Содержание
Автор сборника эссе Стивен Вайнберг обладатель Нобелевской премию по физике за свою теорию объединения двух сил природы, заложившую основу Стандартной модели субатомной физики. В последние годы жизни преподавал в Техасском университете.
В книге автор размышляет над различными темами от глобально космологических до личных, от астрономии, квантовой механики и истории науки до ограниченности современных знаний, искусства открытий. Вайнберг делится своими взглядами на некоторые из самых фундаментальных и увлекательных аспектов физики и Вселенной. Но он не уединяет науку за дисциплинарными стенами и не избегает политики, принимая во внимание социальных фактор, например он считает глупостью огромные финансовые вливания для осуществления пилотируемых космических полетов, отмечает вред неравенства и важность общественных благ. Его точка зрения — рационалистическая, реалистическая, редукционистская и секуляристская.
Согласно мнению некоторых критиков, Вайнберг наиболее интересен, когда исследует большие неопределенности в физике. Он прямо признает, что не до конца знает, что такое «элементарная частица», или как лучше интерпретировать квантовую механику. Эти моменты показывают честность Вайнберга, когда он, будучи одним из самых признанных ученых в этой области знаний, описывает себя как несколько потерянного исследователя. Он изучил настоящее; однако, на уровне интуиции, он уверен, что ничто на горизонте не является полностью удовлетворительным, и что там могут быть другие возможности. Эти признания означают, что Вайнберг подозревает, что будущие историки могут иметь представление о сегодняшнем мышлении, сильно отличающееся от нашего.
Эссе на общественные и личные темы, являют собой мысли Вайнберга о налогах, его разочарование бывшим президентом США Бараком Обамой за неспособность более прямолинейно противостоять экономическому неравенству. В одном из эссе он обрушивается с критикой на ряд программ современной космонавтики, утверждая, что : «Единственная технология, для которой хорошо подходит программа пилотируемых космических полетов, — это технология сохранения жизни людей в космосе. И единственный спрос на эту технологию — в самой программе пилотируемых космических полетов».
Книга наполнена яркими объяснениями широкого спектра физических явлений, также она дает возможность проследить за блужданиями ума выдающегося ученого по самым разным темам — от физики высоких энергий и устройства космоса до поэзии, от истории и философии науки до опасностей экономического неравенства.